# قباء (بني مطر)

تعديل مصدري - تعديل

قباء هي إحدى قرى عزلة بقلان بمديرية بني مطر التابعة لمحافظة صنعاء، بلغ تعداد سكانها 197 نسمة حسب تعداد اليمن لعام 2004.